# Шаповалова Сюзанна Олександрівна
Шаповалова Сюзанна Олександрівна (7 листопада 1936, Харків — 9 грудня 2020, Київ) — радянський і українська режисерка-документаліст. Заслужений діяч мистецтв України (2003). Член Національної спілки кінематографістів України.
Народилася 7 листопада 1936 р. в Харкові. Закінчила Київський фінансово-економічний інститут (1957). З 1957 р. працювала на студії «Укркінохроніка». Була бухгалтером, директором картини, асистентом режисера. З 1978 р. — режисерка.
Померла 9 грудня 2020 у Києві від ускладнень COVID-19.

## Фільмографія
Створила фільми:
- «Ваш вихід, маестро!»,
- «Цирк та й годі»,
- «У мене всі діти чорні»,
- «Моя міліція»,
- «Паросток моєї радості грішної»,
- «Урок»,
- «Я стійко кріпився» (у співавт.)
- «Маестро Авдієвський»,
- «Осідлати коня»,
- «Конституційний марафон» (у співавт.) та ін.